# Gnaeus Tremelius Scrofa
Gnaeus Tremelius Scrofa, auch Gnaeus Tremellius Scrofa war ein römischer Senator der späten Republik. Er wird besonders im Werk De re rustica des Marcus Terentius Varro gewürdigt. Die moderne Forschung vermutet, dass es einen weiteren gleichnamigen Senator gab.

## Der ältere Gnaeus Tremelius Scrofa
Der ältere Gnaeus Tremelius Scrofa erscheint in Varros Dialog De re rustica als landwirtschaftliche Autorität in den Büchern 1 und 2. Einige Angaben dort über sein Leben erlauben es, seine Biografie, wenn auch mit einigen Unsicherheiten, zu rekonstruieren. Er war ein Enkel von Lucius Tremelius Scrofa, Quästor 143 oder 142 v. Chr. Sein Vater muss kurz vor 100 v. Chr. Prätor gewesen sein. Gnaeus Tremelius Scrofa war wohl etwas älter als Varro und somit etwa zwischen 120 und 114 v. Chr. geboren. Laut Varro war Scrofa die siebte Generation seiner Familie, die in ununterbrochener Folge die Prätur erlangt hatte. Deren Datum ist nicht genau bekannt, vermutlich aber etwa 77 oder 72 v. Chr. Als Prätor war Scrofa offenbar Statthalter der Provinz Gallia Transalpina und führte einen militärischen Vorstoß zum Rhein. (Es ist nicht völlig auszuschließen, dass dies erst als Legat Gaius Iulius Caesars im Gallischen Krieg geschah.) Seit dem Jahr 59 v. Chr. gehörte er zu den vigintiviri (Zwanzigmännerkollegium), die für die Landverteilung an Veteranen des Gnaeus Pompeius Magnus in Kampanien (ager Campanus) eingesetzt worden waren (siehe Erstes Triumvirat).
Varro rühmt das profunde Wissen Scrofas über die Landwirtschaft, was von späteren Schriftstellern bestätigt wird. In seinen fiktiven Gesprächen lässt Varro Scrofa die Kapitel über die Schweinezucht abhandeln, was vermutlich nicht mit einer tatsächlichen besonderen Aufmerksamkeit für diesen Zweig der Landwirtschaft seitens des Tremelius zusammenhängt. Vielmehr dürfte hierin ein Beispiel für Varros beliebte Spielereien mit Namen und Beinamen (scrofa = „Sau“) zu sehen sein.

## Der jüngere Gnaeus Tremelius Scrofa
Wohl zu unterscheiden ist der ältere Scrofa von einem gleichnamigen Verwandten (Neffe oder Vetter?), der kurz vor 100 v. Chr. geboren sein muss und im Jahr 71 als Quästor des Marcus Licinius Crassus im Spartacus-Aufstand amtierte, im Jahr 70 im Verres-Prozess als Richter fungierte und für das Jahr 69 v. Chr. zum Volkstribun gewählt wurde. Umstritten ist, ob er 51/50 v. Chr. Prokonsul der Provinz Creta et Cyrene war.